# Knysna
Knysna este un oraș din Provincia Western Cape, Africa de Sud.